# Мамошино (Кировская область)
Мамошино — опустевшая деревня в составе Опаринского района Кировской области России.

## География
Находится на расстоянии примерно 39 километров по прямой на юго-запад от районного центра поселка Опарино.

## История
Деревня известна с 1859 года, когда в ней было учтено дворов 10 и жителей 43, в 1926 27 и 126, в 1950 19 и 62, в 1989 году 5 жителей. До 2021 года входила в Стрельское сельское поселение Опаринского района, ныне непосредственно в составе Опаринского района.

## Население
Постоянное население составляло 4 человек (русские 100 %) в 2002 году, 0 в 2010.